# Waterloo Historical Film Festival
 (novembre 2022).
Si vous disposez d'ouvrages ou d'articles de référence ou si vous connaissez des sites web de qualité traitant du thème abordé ici, merci de compléter l'article en donnant les références utiles à sa vérifiabilité et en les liant à la section « Notes et références ».
Le Waterloo Historical Film Festival (WaHFF) est un festival international de cinéma se focalisant sur les films de fictions et documentaires proposant une thématique historique : films d’époques, biopics, films en costumes, documentaires historiques, …
Il a lieu chaque année depuis 2013 dans la ville de Waterloo (Belgique), elle-même associée naturellement à l’Histoire depuis la bataille de Waterloo.
Il a été créé à l’initiative d'Yves Vander Cruysen, échevin de la Culture de Waterloo, et met en valeur des films venus du monde entier et inédits en Belgique, en présence de personnalités du cinéma et de la culture.
Plusieurs compétitions sont organisées. Le trophée remis est le « Clion », contraction de Clio, Muse de l’Histoire ; et du Lion, symbole de Waterloo. Il s’agit d’une œuvre réalisée par l’artiste Josiane De Hens.
En marge des projections, d’autres événements sont chaque année organisés : concerts, activités pour enfants, rallye de voitures anciennes, reconstitution gastronomique…

## Palmarès

### 2018
- Clion du meilleur film : The Little Comrade de Moonika Siimets (Estonie)[2]

### 2019
- Clion du meilleur film : The Third Wife d'Ash Mayfair (Vietnam)[3]